# Cornelis Boscoop
Cornelis Boscoop ou Cornelius Buschop, né avant 1531 (1525 ?) et décédé en octobre 1573 à Amsterdam, est un organiste et compositeur néerlandais.

## Biographie
On connaît peu de choses de la vie de ce compositeur. Il fut organiste de la Grande Église (Grote Kerk) d’Alkmaar du 1er mai 1551 jusqu’en 1554, de la Vieille Église (Oude Kerk) de Delft du 1er mai 1554 jusqu’en mars 1573 et, enfin, de la Vieille Église (Oude Kerk) d’Amsterdam de juin à octobre 1573, succédant à Petrus Swiberti, mort le 8 juin 1573, qui était le père de Sweelinck, qui aurait, à son tour, succédé à Buscop.

## Œuvre
Sa seule œuvre encore connue de nos jours est une publication, comprenant cinquante psaumes de David, qui aurait vu le jour en 1562 (il s’agit probablement de la première édition, perdue par ailleurs). L’ouvrage de 1568, paru à Düsseldorf, aurait alors été une réimpression dont on conserve du moins une copie complète. Les psaumes furent dédiés au duc Éric II de Brunswick-Calenberg-Göttingen. L'en-tête du livre comprenant la partie de ténor se lit comme suit :
« Psalmen Dauid, Vyfftich, mit vier partyen, seer suet ende lustich om singen ende speelen op verscheiden instrumenten, gecomponeert door M. Cornelius Buschop Ende nu erstmaell … in druck gestelt »
(Psaumes de David / Cinquante / à quatre parties / très doux et agréables à chanter et à jouer sur divers instruments / composés par M. Cornelius Boscoop).
L'existence d'une édition antérieure, datée 1562, est contestée. La dédicace est datée de janvier 1568 et indique également un probable lieu de séjour ou de résidence, tho Delft, ce qui ne donne toujours pas de réponse à la question de savoir si Boscoop n'avait que temporairement séjourné à Delft ou s'il y avait vécu et travaillé. À la fin de la dédicace, le compositeur déclare avoir mis en musique d'autres psaumes, à cinq et à six voix, qu'il espérait un jour pouvoir publier mais, pour autant que l'on sache, cela ne s’est jamais réalisé.
Les compositions de Boscoop occupent une place importante dans l'ensemble des mises en musique des Souterliedekens : chansons dont les paroles sont la traduction néerlandaise des psaumes et qui comprennent les harmonisations du psautier entier par Clemens non Papa et Mes. En effet, le compositeur avait trouvé les textes néerlandais de ses psaumes dans les Souterliedekens (« Psaumes chantés ») publiés antérieurement, en 1540, qui sont une adaptation rimée attribuée à Willem van Zuylen van Nijevelt. Le choix des 150 psaumes est varié et comprend à la fois des cantiques, des lamentations et des hymnes. En tout état de cause, Boscoop n’avait pas utilisé les mélodies populaires des Souterliedekens homophones, connues de ceux qui fréquentaient assidûment l'église : il a surtout composé des morceaux indépendants. La polyphonie simple, impliquant peu d’imitation et d'ornementation, n’impose pas trop d’exigences aux interprètes ; selon toute vraisemblance, ces psaumes étaient destinés à un usage domestique.
Du point de vue formel, beaucoup de ses motets sont construits en trois sections : ABC. Les sections d'ouverture et de clôture sont généralement répétées et ne contiennent pas le même texte dans les répétitions. Certaines harmonisations exposent un mouvement mélodique et harmonique dans lequel des particularités médiévales ont été associées aux innovations de la Renaissance. L’expression rythmique, fortement influencée par la cadence et le rythme de la langue néerlandaise, confère un caractère assez charmant à nombre de ses psaumes.

## Ressources

### Discographie
- (en) Discographie de Boscoop sur le site web [www.medieval.org].